# Кокуба
Кокуба (яп. 国場川 кокубагава) — река в Японии на острове Окинава (префектура Окинава). Длина реки составляет 11,25 км, площадь бассейна — 43,06 км².
Исток реки находится под Унтамамуи (яп. 運玉森, высотой 158 м), на границе посёлков Йонабару и Нисихара. В неё впадают реки Мияхира (宮平川) и Миягусуку (宮城川), после чего река течёт через посёлок Хаэбару и столицу Окинавы Наха, где в неё впадают реки Нагадо (長堂川) и Ноха (饒波川, длиной 14 км). Кокуба впадает в гавань Наха Восточно-Китайского моря. В эстуарии реки расположены ватты (озеро) Манко (漫湖), являющиеся рамсарским угодьем.
Среднегодовая норма осадков в бассейне реки составляет около 1900 мм в год, средняя температура — около 23°С. У устья реки месячая норма осадков весь год превышает 100 мм, среднегодовая составляет 2086 мм. Расход воды обычно не превышает 2 м³/с, но во время дождей может достигать 5,2 м³/с.
На реке наблюдается цветение воды. Исследование 2008 года показало, что река загрязнена пестицидами, включая бисфенол А. В 1971 году в реку попало большое количество пентахлорофенольных гербицидов, приобретённых частной компанией у американской военной части. Опасные вещества были брошены в уездах Хаэбару и Гусиками и вызвали отравление у местных жителей; водоснабжение 30 тыс. человек было отключено. БПК воды в реке часто превышает 10 мг/л, в большой степени это вызвано свиноводством в верховьях реки.